# Phanerotoma cyrenaica
Phanerotoma cyrenaica är en stekelart som beskrevs av Masi 1932. Phanerotoma cyrenaica ingår i släktet Phanerotoma och familjen bracksteklar. Inga underarter finns listade i Catalogue of Life.